# BIP House
BIP House (BIP сокр. от Bangers In Pyjamas — «Весельчаки в пижамах») — казахстанское творческое объединение тиктокеров (тиктокерский дом), живущих совместно в одной локации в Алма-Ате. Лауреат премии Nickelodeon Kids’ Choice Awards 2021. Входит в топ-3 самых популярных тикток-хаусов в мире по количеству подписчиков.

## История
Тиктокерский дом BIP House основан в июле 2020 года в Алма-Ате. Идея создания тикток-хауса принадлежит Таиру Калиеву, которого поддержал Асхат Халимов, и они вместе открыли проект. Является первым тикток-хаусом, созданным на территории Казахстана. В 2021 году тикток-хаус стал частью JKS Entertainment во главе с Бексултаном Казыбеком. В первоначальный состав тикток-хауса вошли восемь участников — Таир Калиев, Салижан Абдыбеков, Олжас Курбанов, Вайпнот, Даулет Абдулов, Азиза Сарсенова, Айбек Конысбаев, Луна Гизатуллаева. Всего за первые два года существования тикток-хауса его участниками были 15 тиктокеров.
В 2021 году BIP House получил премию Nickelodeon Kids’ Choice Awards в номинации «Любимый дом блогеров российских зрителей», а также занял второе место в рейтинге русскоязычных TikTok-блогеров.
В 2022 году выпустили мобильную игру «Bip House Ride».
В настоящее время BIP House является третьим в мире и вторым в Казахстане по количеству подписчиков, которое составляет более 25 миллионов пользователей.

## Участники

### Текущие участники
| Участник      | Настоящее имя        | Количество подписчиков (млн) | Годы   |
| ------------- | -------------------- | ---------------------------- | ------ |
| @monaalemi    | Аида Курмангалиева   | 5.0                          | с 2021 |
| @sixtyrich    | Диас Алпысбаев       | 5.0                          | с 2020 |
| @rakhat.masaq | Рахат Масакбай       | 1,7                          | с 2021 |
| @jessysclick  | Жасмин Сайдельдинова | 1.5                          | с 2022 |
| @oceanmengo   | Мұхит Нұрқұл         | 0.1                          | c 2024 |
| @aminnokkaa   | Амина Малгаждар      | 0.02                         | с 2023 |

### Бывшие участники
| Участник         | Настоящее имя     | Количество подписчиков (млн) | Годы      |
| ---------------- | ----------------- | ---------------------------- | --------- |
| @_guzi_          | Гульзана Талгат   | 11.1                         | 2020-2021 |
| @lunamccalll     | Луна Гизатуллаева | 8.3                          | 2020-2024 |
| @takatta         | Таир Калиев       | 6.3                          | 2020-2021 |
| @aselmustafaeva7 | Асель Мустафаева  | 3.8                          | 2021      |
| @merandmaid      | Азиза Сарсенова   | 3.6                          | 2020-2021 |
| @beka_flacko     | Айбек Конысбаев   | 3.3                          | 2020-2022 |
| @thedaqlet       | Даулет Абдулов    | 3.1                          | 2020-2024 |
| @vipenot         | Вайпнот           | 1.1                          | 2020-2021 |
| @kamikazedboy    | Салижан Абдыбеков | 0,4                          | 2020-2021 |
| @olzhassiass     | Олжас Курбанов    | 0,2                          | 2020-2021 |